# Thousand Oaks
Thousand Oaks (a köznyelvben gyakran csak T.O.) város az Amerikai Egyesült Államokban, Kaliforniában. Ventura megye délkeleti részén fekszik. Nevét a területre jellemző számos tölgyfa után kapta, és címerében is egy tölgy található. Lakosainak száma 126 966 fő (2020. április 1.).
Thousand Oaks és a szomszédos Newbury Park tervezett városok, amelyeket a Janss Investment Company épített fel az 1950-es évek közepén. 1000 építési telket, 2000 családi házat, egy regionális bevásárlóközpontot, egy ipari parkot és több kisebb üzletet építettek fel a területen.
Az ingatlanárak jelenleg igen magasak. A település Los Angeles térségének északnyugati részén fekszik.

## Népesség
| 2010 | 126 683 |
| 2020 | 126 966 |

## Fordítás
- Ez a szócikk részben vagy egészben a Thousand Oaks, California című angol Wikipédia-szócikk ezen változatának fordításán alapul.  Az eredeti cikk szerkesztőit annak laptörténete sorolja fel. Ez a jelzés csupán a megfogalmazás eredetét és a szerzői jogokat jelzi, nem szolgál a cikkben szereplő információk forrásmegjelöléseként.